# 2082 Galahad
2082 Galahad је астероид главног астероидног појаса чија средња удаљеност од Сунца износи 2,927 астрономских јединица (АЈ).
Апсолутна магнитуда астероида је 13,3.